# Schillerschule (Hannover)
Die Schillerschule ist ein Gymnasium in Hannover und befindet sich im Stadtteil Kleefeld. Einzugsgebiet ist neben Kleefeld vor allem der Stadtbezirk Kirchrode-Bemerode-Wülferode, in dem sich kein Gymnasium, aber der stadtweit höchste Anteil Gymnasiasten unter den Sekundarstufenschülern befindet. Die Schillerschule wird seit 2012 als Offene Ganztagsschule betrieben.

## Geschichte

### Vorläuferin
Eine erste Schillerschule wurde 1878 als zweites öffentliches Mädchengymnasium in der Stadt Hannover gegründet. Bei ihrer Gründung hieß sie zunächst „Höhere Töchterschule 2“, sie nahm 1879 in einer provisorischen Unterkunft in Hannover-Vahrenwald ihren Unterricht auf und zog 1881 in einen Neubau in der Nordstadt, an der Christuskirche 28. Anlässlich des 25-jährigen Jubiläums 1904 erfolgte die Namensgebung „Schillerschule“. 1914 zog die Schillerschule in die Oberrealschule Am Clevertor 3–4 um, in der sie bis zur Zerstörung des Gebäudes bei den Luftangriffen auf Hannover  blieb. Kurzzeitig wurde der Unterricht im Goethegymnasium fortgesetzt, bis auch dieses zerstört wurde. Danach wurde die Schule aufgegeben.

### Schillerschule heute
Die heutige Schillerschule Hannover hat mit der 1943 aufgegebenen Vorläufer-Schule nichts zu tun. Sie ging 1954 aus der Bismarckschule sowie der Tellkampfschule in Hannover hervor, als diese einen starken Andrang von Schülern in der Nachkriegszeit nicht mehr bewältigen konnten und hieß anfangs „Zweigstelle der Bismarckschule“. Sie war anfangs ein reines Jungengymnasium. Die Schule nahm 1954 in den Räumen der Volksschule Bonner Straße ihren Lehrbetrieb auf. Nach den Sommerferien siedelte die Schule in die Räume des Kaiser-Wilhelm-Gymnasiums im Zooviertel über. 1956 wurden der Schule die Eigenständigkeit und der Name Schillerschule zuerkannt. Im gleichen Jahr wurde das bisherige Jungengymnasium zum ersten koedukativen Gymnasium Hannovers. Nach einem Umzug in die Räume der Freiherr-vom-Stein-Schule 1958 folgte 1960 der Bezug des neu gebauten eigenen Schulgebäudes, das die Schillerschule bis heute beherbergt. 2011 wurde das Schulgebäude um einen modernen Neubau erweitert. Am Abend des 12. Mai 2022 brach in einer Sporthalle der Schule ein Feuer aus. In der Folge wurden bei dem Brand beide Sporthallen zerstört, die Ursache ist bislang unklar, es wird jedoch von Brandstiftung ausgegangen. Zu Beginn des Schuljahres 2023/2024 wurde der Neubau auf dem großen Pausenhof eingeweiht und wird fortan unter anderem für die Fächer Kunst und Musik genutzt. Außerdem wurden die Räume der Fächer Chemie, Biologie und Informatik renoviert.

## Angebote

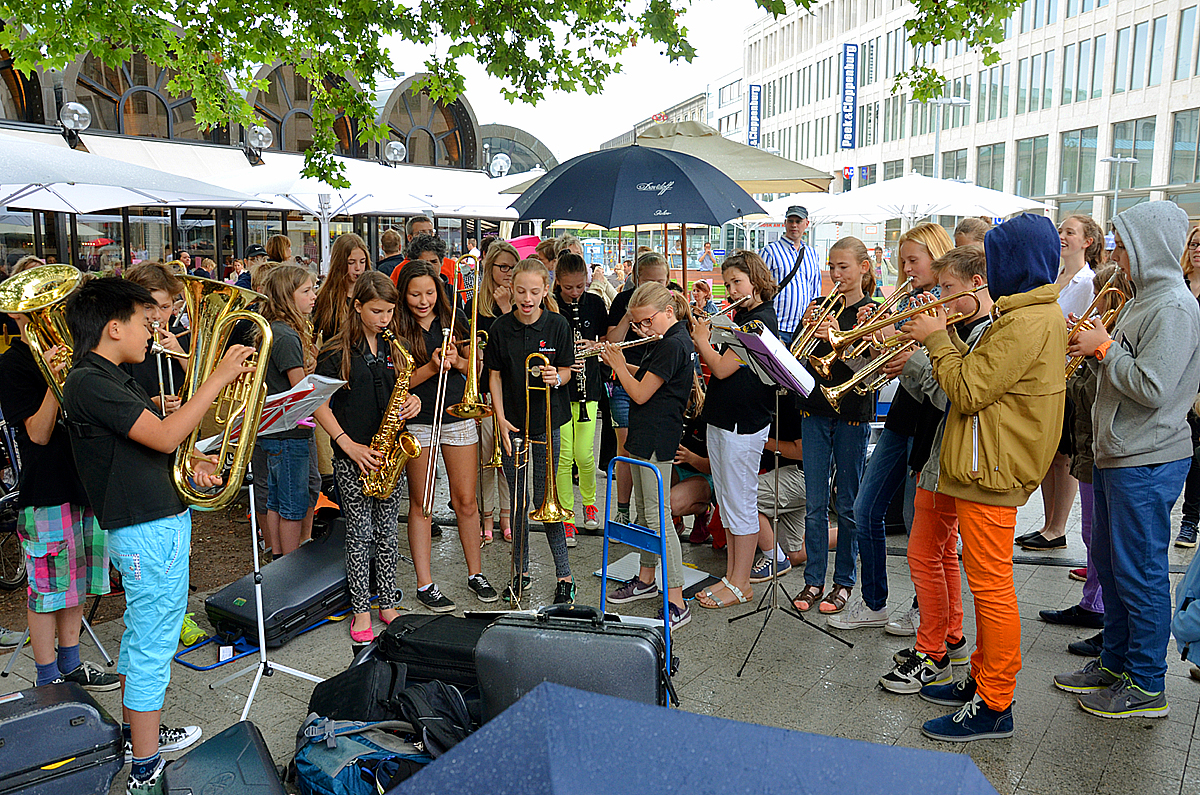
Schüler der Schillerschule beim Platzkonzert an der Kröpcke-Uhr während des Schorsenbummels 2015

An der Schillerschule ist der Erwerb des International Baccalaureates (IB) möglich. Angeboten wird das Unterrichtsfach darstellendes Spiel, bilingualer Unterricht, eine Bläserklasse, AGs für Bigband, Chor, Orchester, Jazz, Roboter Lego Mindstorms, Rudern, Hockey, eine Schülerfirma sowie Kooperationen mit ProKlima und der Leibniz Universität Hannover.
Darüber hinaus existieren Angebote wie Streitschlichter und Sozialtraining, Lerntraining und Berufsvorbereitung. Außerdem gibt es die Möglichkeit, sich in der Schülervertretung zu engagieren.
Ein besonderer Fokus wird auf die MINT-Fächer gelegt. Die Schule gehört zum MINT-EC-Netzwerk. Seit dem Schuljahr 2022/2023 gibt es einen Informatik Leistungskurs. Gefördert wird die Teilnahme an der Mathematikolympiade, der Physikolympiade oder dem Bundeswettbewerb Informatik. Zusätzlich koordiniert die Schillerschule den jährlichen Mathematik Wettbewerb Mathematik ohne Grenzen für das Land Niedersachsen.

## Persönlichkeiten

### Schüler
nach Jahrgängen
- Fritz Willig[6] (* 1941), Jurist, Rechtsanwalt, Notar und Schriftsteller[7]
- Michael Auditor (1942–2023), deutscher Politiker
- Otmar Schober (* 1948), deutscher Facharzt
- Joachim Heidorn (* 1951; Abitur 1971), deutscher Diplomat
- Joachim Fischer (* 1951; Abitur 1971), deutscher Soziologe
- Karin Lochte (* 1952; Abitur 1971), deutsche Biologin und Ozeanographin
- Friedbert Pflüger (* 1955; Abitur 1973), deutscher Politiker
- Wolfgang Schnick (* 1957; Abitur 1976), deutscher Chemiker

### Lehrer
- Mathilde Drees (1862–1938), von 1900 bis 1927 Oberlehrerin[8]
- Christiane Staffeldt (* 1963), ehemalige deutsche Schwimmerin[9]